# Port lotniczy Bristol
Port lotniczy Bristol (ang.: Bristol International Airport, kod IATA: BRS, kod ICAO: EGGD) – międzynarodowe lotnisko położone w pobliżu Bristolu w Wielkiej Brytanii.

## Linie lotnicze i kierunki lotów
| Linia lotnicza                | Kierunek |
| ----------------------------- | --- |
| Aegean Airlines               | 1. Ateny |
| Aer Lingus                    | 1. Cork 2. Dublin |
| Aurigny Air Services          | 1. / Guernsey |
| BH Air                        | Sezonowo: 1. Sofia |
| Blue Islands                  | 1. / Jersey |
| Corendon Airlines             | Sezonowo: 1. Antalya |
| EasyJet                       | 1. Alicante 2. Amsterdam 3. Barcelona 4. / Bazylea 5. Belfast-City 6. Belfast-International 7. Berlin 8. Bordeaux 9. Kopenhaga 10. Edynburg 11. Enfidha 12. Faro 13. Fuerteventura 14. Madera 15. Genewa 16. Gibraltar 17. Glasgow 18. Gran Canaria 19. Hurghada 20. Inverness 21. / Wyspa Man 22. Kraków 23. Lanzarote 24. Larnaka 25. Lizbona 26. Madryt 27. Malaga 28. Marrakesz 29. Mediolan-Malpensa 30. Newcastle 31. Nicea 32. Palma de Mallorca 33. Pafos 34. Paryż-Charles de Gaulle 35. Paryż-Orly 36. Piza 37. Porto 38. Praga 39. Rzym-Fiumicino 40. Szarm el-Szejk 41. Teneryfa-Południe 42. Tuluza 43. Wenecja-Marco Polo Sezonowo: 1. Antalya 2. Ateny 3. Bilbao 4. Bodrum 5. Katania 6. Chania 7. Korfu 8. Dalaman 9. Dubrownik 10. Grenoble 11. Heraklion 12. Ibiza 13. Innsbruck 14. Kefalonia 15. Kos 16. La Rochelle 17. Lyon 18. Malta (od 3 kwietnia 2024) 19. Marsylia 20. Menorka 21. Murcja 22. Nantes 23. Neapol 24. Olbia 25. Preweza 26. Pula 27. Reykjavik-Keflavík 28. Rodos 29. Rovaniemi 30. Salzburg 31. Santorini 32. Skiathos (od 1 maja 2024) 33. Sofia 34. Split 35. Tivat (od 24 czerwca 2024) 36. Turyn 37. Zakintos |
| Jet2.com                      | 1. Agadir (od 6 października 2024) 2. Antalya 3. Faro 4. Fuerteventura 5. Madera 6. Gran Canaria 7. Lanzarote 8. Pafos 9. Teneryfa-Południe Sezonowo: 1. Alicante 2. Almería 3. Bodrum 4. Burgas (od 7 maja 2024) 5. Chambéry 6. Chania 7. Korfu 8. Dalaman 9. Genewa 10. Girona 11. Heraklion 12. Ibiza 13. Innsbruck 14. Izmir 15. Kalamata (od 7 maja 2025) 16. Kefalonia 17. Kos 18. Larnaka 19. Malaga 20. Malta 21. Menorka 22. Palma de Mallorca 23. Praga 24. Preweza 25. Reus 26. Reykjavík-Keflavík 27. Rodos 28. Skiathos 29. Saloniki 30. Werona 31. Wiedeń 32. Zakintos |
| KLM                           | 1. Amsterdam |
| Loganair                      | 1. Aberdeen |
| Ryanair                       | 1. Agadir (od 30 marca 2025) 2. Alicante 3. Barcelona 4. Mediolan-Bergamo 5. Bukareszt 6. Budapeszt 7. Bydgoszcz 8. Kolonia/Bonn 9. Kopenhaga (od 31 marca 2024) 10. Dublin 11. Faro 12. Gran Canaria 13. Kowno 14. Kraków 15. Lanzarote 16. Madryt 17. Malaga 18. Marrakesz (od 1 kwietnia 2024) 19. Porto 20. Poznań 21. Ryga 22. Rzeszów 23. Sofia 24. Teneryfa-Południe 25. Tirana (od 2 kwietnia 2024) 26. Tuluza (od 3 maja 2025) 27. Wenecja-Marco Polo 28. Wrocław Sezonowo: 1. Bergerac 2. Béziers 3. Fuerteventura (od 1 lipca 2024) 4. Gdańsk 5. Girona 6. Grenoble 7. Ibiza 8. Knock 9. Limoges 10. Marsylia 11. Palma de Mallorca 12. Praga (od 4 lipca 2024) 13. Turyn 14. Walencja |
| Southwind Airlines            | Sezonowo: 1. Antalya (od 24 maja 2024) |
| SunExpress                    | 1. Antalya |
| Swiss International Air Lines | 1. Zurych |
| TUI Airways                   | 1. Boa Vista (od 10 lipca 2024) 2. Fuerteventura 3. Gran Canaria 4. Hurghada 5. Lanzarote 6. Sal 7. Szarm el-Szejk 8. Teneryfa-Południe Sezonowo: 1. Antalya 2. Burgas 3. Chambéry 4. Korfu 5. Dalaman 6. Dubrownik 7. Genewa 8. Heraklion 9. Ibiza 10. Innsbruck 11. Kefalonia 12. Kittilä 13. Kos 14. Larnaka 15. Malaga 16. Marrakesz 17. Menorka 18. Neapol 19. Palma de Mallorca 20. Pafos 21. Reus 22. Rodos 23. Rovaniemi 24. Salzburg 25. Santorini 26. Skiathos 27. Saloniki 28. Tuluza 29. Turyn 30. Werona 31. Zakintos |